# Запис Ивановића и Трифуновића храст (Дреновац)
Запис Ивановића и Трифуновића храст (Дреновац) се налази на парцели чији је власник Ивановић Добривоје и Трифуновић Животије.

## Локација
| Општина             | Параћин                                                          |
| Катастарска општина | Дреновац                                                         |
| Потес               | Стара чесма                                                      |
| Координате          | 43° 46′ 50″ С; 21° 26′ 11″ И / 43.7806° С; 21.436399999999999° И |
| Надморска висина    | 135m                                                             |

## Карактеристике
Дендрометријске вредности утврђене на терену и сателитским снимцима:
| Стабло                     | Храст |
| Висина стабла              | m     |
| Обим дебла                 | m     |
| Пречник крошње             | 17m   |
| Пречник дебла              | m     |
| Висина дебла до прве гране | m     |

## База записа
Запис је у оквиру Викимедија пројекта "Запис - Свето дрво" заведен под редним бројем 0701.